# Mamiya
Mamiya é uma empresa japonesa que fabrica equipamentos ópticos e de filmagem, foi fundada por Seiichi Mamiya e Tsunejiro Sugawara em maio de 1940.
A companhia já produziu equipamentos de pesca, porém se desfez do negocio em dezembro de 2000.
Sua sede fica em Tóquio e emprega cerca de 70 pessoas,o grupo dinamarquês Phase One possui 100% da companhia.

## História
Após a sua fundação em 1940, ela enfrentou uma série de desafios desde sua fundação. Durante a Segunda Guerra Mundial, suas instalações em Tóquio foram destruídas, exigindo a reconstrução completa da empresa. Após a guerra, políticas das Forças Aliadas impediam que câmeras japonesas fossem vendidas no Japão até que a produção fosse suficiente para exportação.

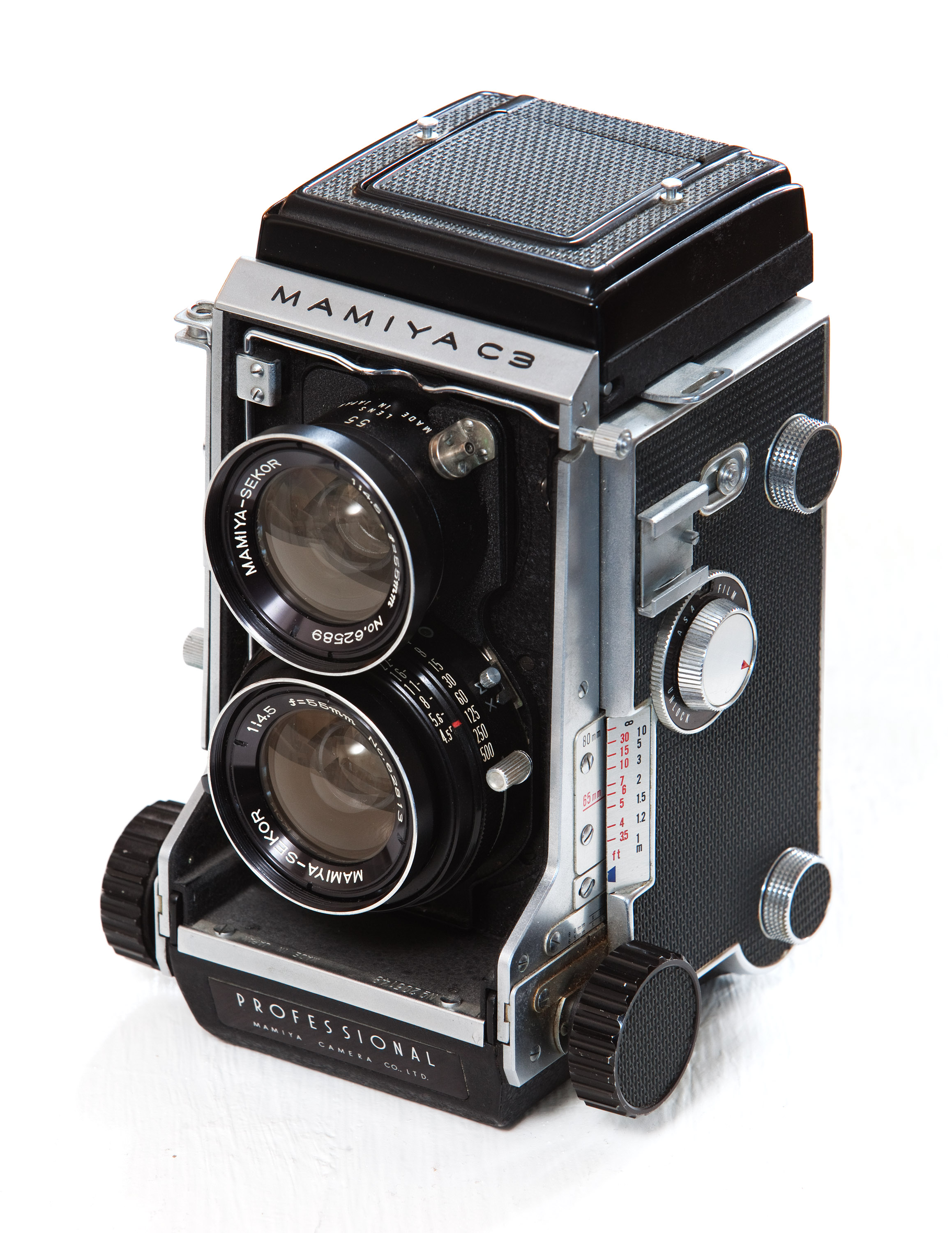
Câmera Mamiya de 1962.

Para acelerar o crescimento, Mamiya estabeleceu filiais em Nova York e Londres e atendeu a grandes pedidos das forças dos Estados Unidos. Inicialmente, a produção foi direcionada inteiramente para o pessoal aliado.
A empresa enfrentou dificuldades de produção devido à escassez de obturadores e lentes. Em resposta, Mamiya adquiriu uma fábrica em Setagaya, Tóquio, para fabricar seus próprios componentes. Em 1948, lançou a Mamiyaflex, o primeiro reflexo de lente dupla sincronizado com flash do Japão, e em 1949, a Mamiya 35-I, a primeira câmera japonesa com obturador de folha.
Nos anos seguintes, Mamiya buscou agressivamente a exportação. Em 1950, a empresa se tornou Mamiya Camera Company, Ltd., foi listada na Bolsa de Valores de Tóquio em 1951.
Em 1984, a falência do distribuidor internacional Osawa, causou uma interrupção significativa na produção de câmeras de 35 mm da Mamiya. A produção de câmeras continuou com apoio governamental e do Cosmo 80 Group, focando principalmente em SLRs de médio formato.
Após a reorganização financeira em 1988, Mamiya abandonou a produção de câmeras de 35 mm, focando no mercado profissional de médio formato. Os fundadores, Tsunejiro Sugawara e Seichi Mamiya, faleceram em abril de 1988 e janeiro de 1989, respectivamente.
Em 2009 45% da Mamiya foi vendida para a empresa dinamarquesa Phase One e em dezembro de 2015, o restante da empresa foi comprada pela Phase One, ficando com 100% da companhia.